# Plesiochrysa italotis
Plesiochrysa italotis is een insect uit de familie van de gaasvliegen (Chrysopidae), die tot de orde netvleugeligen (Neuroptera) behoort. 
Plesiochrysa italotis is voor het eerst wetenschappelijk beschreven door Banks in 1910.